# Schatzfund von Gehrden

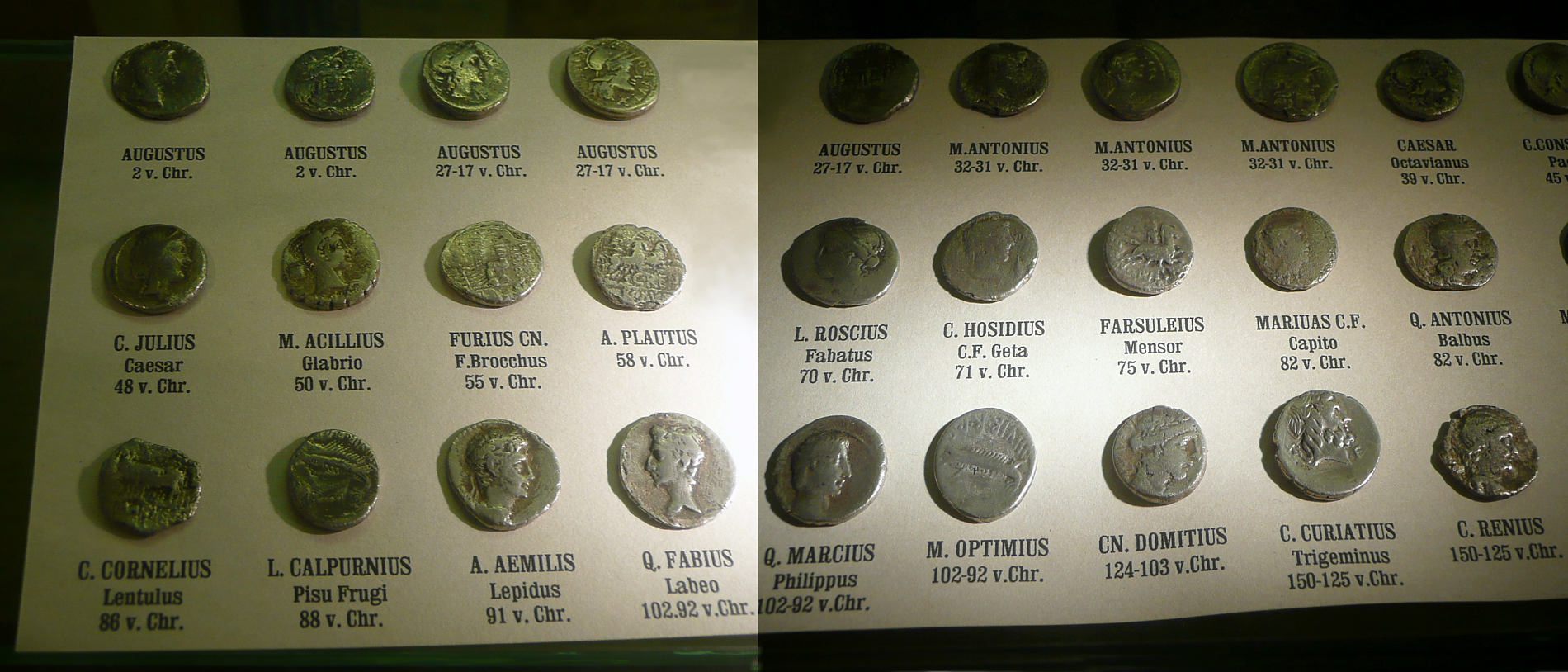
Die gefundenen Münzen als Repliken

Der Schatzfund von Gehrden umfasst 30 Silbermünzen, die 1902 bei Gehrden im heutigen Niedersachsen gefunden wurden. Bei den Münzen handelt es sich um über 2000 Jahre alte römische Denare.

## Entdeckung
Der Schatz wurde am 5. Februar 1902 beim Roden von Baumstümpfen entdeckt. Die Fundstelle befindet sich südwestlich des Suerser Berges in Richtung Degersen. Sie liegt heute auf einer Ackerfläche in der Nähe des Teichs der „Kaffeeküche“ in einem Bereich mit dem Flurnamen „Großer Tannenkamp“. Dort bestand 1902 eine Parzelle mit Fichten, die sturmgeschädigt waren. Beim Finder soll es sich um einen Maurer aus Gehrden gehandelt haben, anderen Angaben nach waren die Finder Waldarbeiter. Die Münzen lagen in 30 bis 40 Zentimeter Tiefe unter der Erdoberfläche. Sie befanden sich dicht beieinander, was auf eine Depotablage schließen lässt.
Der Numismatiker Heinrich Willers erkannte den Fund als römische Silbermünzen.

## Beschreibung

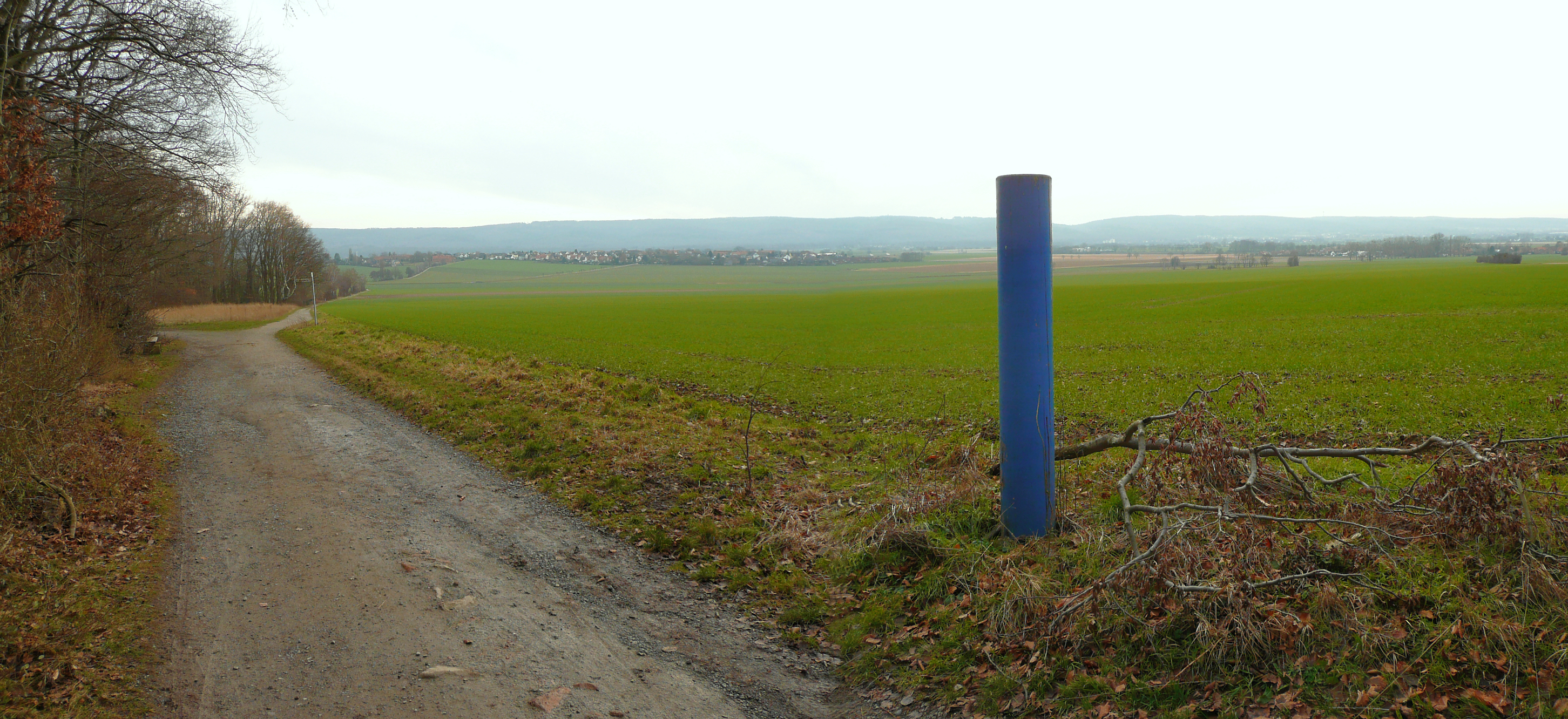
Fundort des Schatzes, im Vordergrund blauer Pfahl des Grünen Rings, im Hintergrund Degersen, 2023

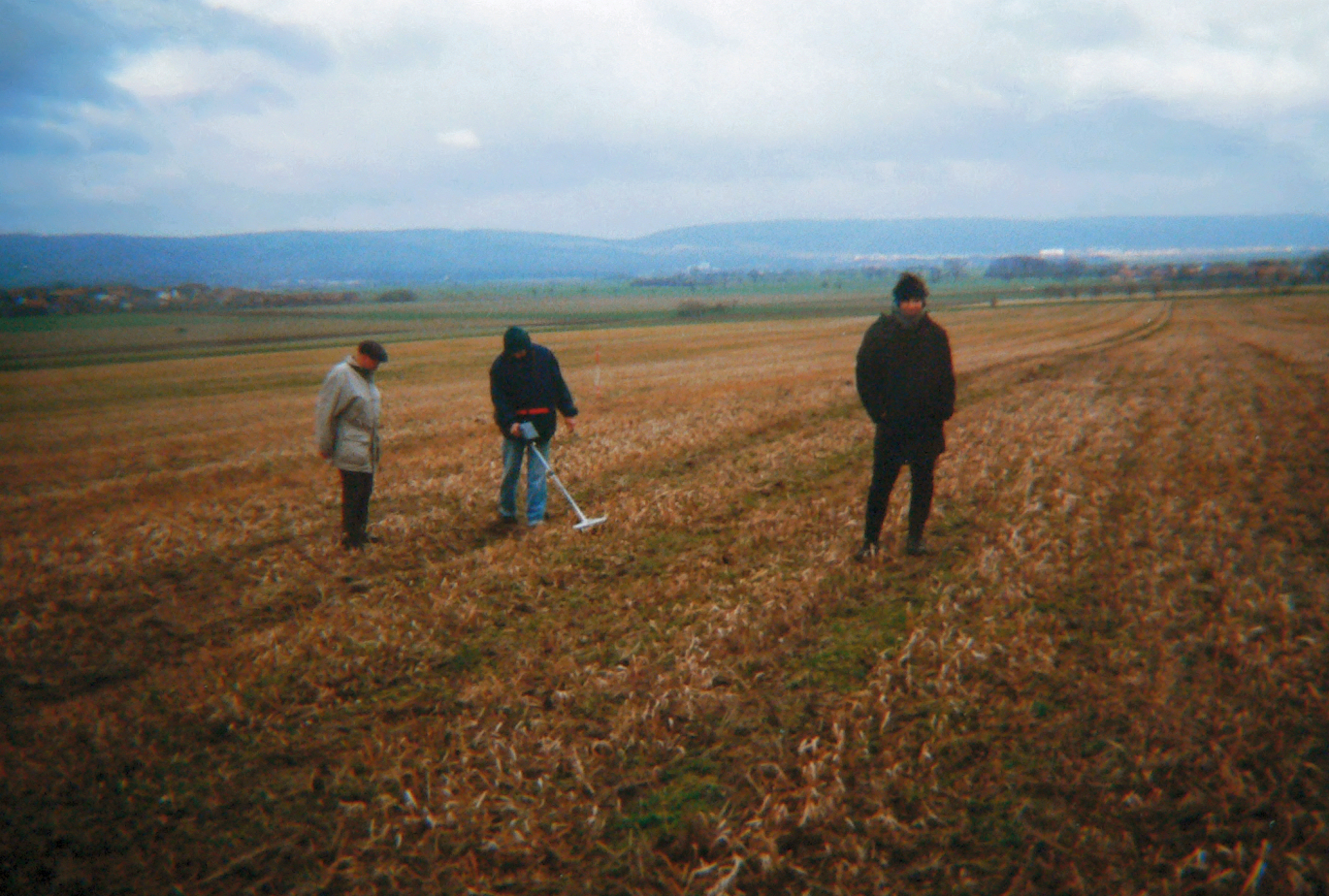
Nachsuche auf der Fundstelle mit dem Metallsuchgerät durch das Niedersächsische Landesamt für Denkmalpflege, 1999

Von den Münzen stammten 21 aus der Zeit der römischen Republik und weitere aus der frühen römischen Kaiserzeit. Darunter waren drei Legionsdenare von Marcus Antonius und sechs Denare von Kaiser Augustus. Vier der Augustus-Münzen waren Fälschungen durch einen Kupferkern, der mit Silber ummantelt war. Die älteste Münze wurde 145 v. Chr. geprägt; die Schlussmünze ist ein Gaius-Lucius-Denar, der 2 v. Chr. bis 1 v. Chr. geprägt wurde. Die Münzen waren stark abgenutzt, was auf eine lange Umlaufzeit schließen lässt.
Der Archäologe Carl Schuchhardt nahm nach der Entdeckung am Fundort Nachgrabungen vor. Erstmals erwähnt wird der Fund in einem Schriftwechsel zwischen Schuchhardt und dem Baron von Reden vom März 1902. 1934 veräußerte von Reden die Münzen an das heutige Niedersächsische Landesmuseum Hannover, wo sie sich noch heute befinden. Nachprägungen sind im Stadtmuseum Gehrden ausgestellt, wo der Schatzfund zu den Schwerpunkten der Ausstellung zählt.
1999 untersuchte der Archäologe Erhard Cosack die Fundstelle, die heute auf Ackerland liegt, mit einem Metalldetektor ohne auf römerzeitliche Funde zu stoßen.

## Mögliche Fundzusammenhänge
Forscher sehen Zusammenhänge zwischen dem Schatzfund von Gehrden und dem etwa 12 km weiter östlich gelegenen Römischen Marschlager von Wilkenburg, in dem rund 70 Münzen aus gleicher Zeitstellung gefunden wurden. Es besteht eine ähnliche Zusammensetzung der Denartypen und in beiden Fällen mit einem Gaius-Lucius-Denar eine gleiche Schlusssmünze, die von 2 v. Chr. bis 1 v. Chr. geprägt wurde. Denkbar ist auch Zusammenhang mit dem Hildesheimer Silberfund im etwa 30 km entfernten Hildesheim, der auch in augusteische Zeit datiert wird.
2019 fand ein vom Niedersächsischen Landesamt für Denkmalpflege beauftragter Sondengänger etwa vier Kilometer nördlich der Fundstelle des Münzschatzes eine römische Silbermünze beim Rittergut Erichshof. Es handelt sich um einen um 32 v. Chr. geprägten Legionsdenar der II. Legion, der der häufigste Legionsdenartyp in der Fundregion Kalkriese ist. Diese Denare sind in Norddeutschland typische Marker von römischer Militärpräsenz. Des Weiteren fand der Sondengänger westlich des Gehrdener Burgberges eine römische Kupfermünze, bei der es sich um ein As handelt, das laut Metallanalysen aus augusteischer Zeit stammt. Etwa 20 km weiter östlich bei Ilten sind Funde von römischer Militärausrüstung sowie der Fund eines Gaius-Lucius-Denar aus der Zeit von 2 v. Chr. bis 1 v. Chr. bekannt.
Forschern zufolge könnten diese Funde und Fundstellen beim Rittergut Erichshof, beim Gehrdener Burgberg, im Marschlager von Wilkenburg und bei Ilten in Verbindung mit dem Schatzfund von Gehrden auf die Marschroute einer augusteischen Armee um die Zeitenwende weisen, die in Ost-West-Richtung verlief. Bislang wurde angenommen, dass die Römer für ihren Anmarsch aus Richtung Westen den Hellweg vor dem Santforde nutzen. Er führte nördlich des Gehrdener Bergs vorbei und durchquerte Gehrden, während die neuere hypothetische Route südlich des Berges und des Ortes verlief.